# 狼の肖像
『狼の肖像』（おおかみのしょうぞう）は、中島梓による評論集。1970年代に書かれた平井和正論3編を収録した評論集である。3編のうち「狼の肖像」は、『奇想天外』誌に「日本SF作家ノート」として5回にわたって連載されたが未完に終わったものを、そのまま収録している。
2001年11月1日にe文庫より電子書籍として刊行された。イラストレーションは中川望が担当している。

## 収録作品
1. 情念の溶岩流―狼男の魅力
初出：『早稲田文学』1976年9月号
2. ダイナミズムの系譜 平井和正の展開と転回
初出：『別冊新評「平井和正・豊田有恒集」』1978年10月号
3. 狼の肖像―平井和正論―
初出：『奇想天外』1979年1～4月号、6月号